# Imshaugia sipmanii
Imshaugia sipmanii är en lavart som beskrevs av Elix. Imshaugia sipmanii ingår i släktet Imshaugia och familjen Parmeliaceae.   Inga underarter finns listade i Catalogue of Life.